# Federação Somali de Futebol
A Federação Somali de Futebol (FSF) é o órgão governamental que controla o futebol na Somália e a sua seleção nacional. Foi fundada em 1951, tendo se afiliado a FIFA em 1962. Em 1975, se afilia a Confederação Africana de Futebol (CAF). Ela também faz parte da Associação de Futebol da União Árabe (UAFA), tendo se afiliado em 1974. E ela também é filiada à CECAFA. 
A FSF é a responsável pela organização dos jogos entre os times locais e na aplicação das regras determinadas pela FIFA durante esses jogos, além de comandar a Seleção Nacional e de realizar os campeonatos nacionais.
Em Abril de 2012 Said Mohamud Nur, presidente da FSF, foi uma das vitimas de um ataque a bomba no Teatro Nacional em Mogadíscio.